# 危害结果
危害结果，是一类刑法学的概念，是指由行为人的危害行为所引起的一切对社会的损害事实。
它包括危害行为所导致的直接结果和间接结果，同时也包括属于犯罪构成要件的结果和不属于犯罪构成要件的结果。狭义的仅仅是前者，也就是对直接客体所造成的损害事实。在刑法意义上的危害结果，只是实际的损害。
未触犯刑法，但根据民法或行政法的规定，构成危害结果的也应当承担民事法律责任或行政法律责任。

## 特殊情况
在一些特殊类型的犯罪中，罪行的确定并非要求危害结果成为犯罪客观要件。
- 举动犯，只要行为人一经着手，犯罪实行行为即告完成，从而构成犯罪既遂。比如中华人民共和国刑法规定的参加恐怖活动组织罪、煽动分裂国家罪。
- 行为犯，一类犯罪构成并不要求发生实际的危害结果，只要客观方面完备，即构成犯罪既遂。如诬告陷害罪、脱逃罪、重婚罪等。
- 危险犯，以法定的客观危险状态的具备为标准。包括投放危险物质罪、决水罪、爆炸罪等[5][6]。